# チェリーガーデン（桜の園）
「チェリーガーデン（桜の園）」（ちぇりーがーでん　さくらのその）は、1983年5月1日に発売された、木元ゆうこのデビューシングル。

## 解説
- 1983年にポリドール創立30周年記念にデビューした女性アイドル・木元ゆうこのデビュー曲。女子高校生の同性愛をテーマにしたスケールの大きい歌謡曲で話題を浴びた。本楽曲は、第2回メガロポリス歌謡祭で新人部門入賞を果たした。

- デビュー曲の候補としては、B面曲「聖女じゃない」、オリジナル・アルバム『矛盾期』収録曲「素敵なSHY BOY」、未発表曲「愛より青く」の3曲が挙がっていた。

- オリコン週間チャートでは150位で初登場し、その後は142位→131位→125位→124位→124位→130位→144位→155位→173位→192位→197位と、約3ヶ月に渡りチャートインした。最高位は124位。
- デビュー曲までの歌のレッスンは中村泰士から教えを受けていた。チェリーガーデンの振り付けは土居甫が担当した。

## 収録曲
- 両楽曲ともに、作詞：阿木燿子／作曲：中村泰士／編曲：川村栄二

1. チェリーガーデン（桜の園） (3:29)
2. 聖女じゃない (3:14)